# Hamka Hamzah
Hamka Hamzah, né le 29 janvier 1984 à Makassar en Indonésie, est un footballeur international indonésien évoluant comme défenseur central dans les années 2000 et 2020. Il devient ensuite entraîneur.

## Palmarès
Persebaya Surabaya : 
- Première division
  - Vainqueur : 2003

 Persipura : 
- Championnat d'Indonésie
  - Vainqueur : 2011

 Indonésie
- Championnat d'Asie du Sud-Est :
  - Finaliste : 2010 et 2004